# ファーニュ (小惑星)
ファーニュ（英語：1593 Fagnes）は、軌道が火星と交叉する火星横断小惑星である。ベルギーの天文学者シルヴァン・アランがベルギー王立天文台で発見した。
同名の自然保護区になっているベルギーのオート・ファーニュ湿原 (Hautes Fagnes Nature Reserve) から命名された。